# Arrondissement administratif de Turnhout
L'arrondissement administratif de Turnhout est un des trois arrondissements administratifs de la province d'Anvers en Région flamande (Belgique). Il occupe le même territoire que l'arrondissement judiciaire de Turnhout, possède une superficie de 1 360,03 km2 et une population de 483 020 habitants.

## Histoire
L’arrondissement qui date de 1800 fut le second des trois arrondissements (en 1800) du département français des Deux-Nèthes.

## Districts/Cantons
- district de Herentals
  - Heist-op-den-Berg
  - Herentals
  - Westerlo
- district de Mol
  - Arendonk
  - Mol
- district de Turnhout
  - Hoogstraten
  - Turnhout

## Districts provinciaux
- Arrondissement d'Anvers à une population de 957 947 habitants (2006)[2]
  - District provincial d'Anvers
  - District provincial de Boom
  - District provincial de Kapellen
- Arrondissement de Malines à une population de 315 244 habitants (2006)[2]
  - District provincial de Malines
  - District provincial de Lierre
- Arrondissement de Turnhout à une population de 421 284 habitants (2006)[2]
  - District provincial de Turnhout
  - District provincial de Herentals

## Communes et leurs sections
Communes
| - Arendonk - Baerle-Duc (Baarle-Hertog) - Balen - Beerse - Dessel - Geel - Grobbendonk - Herentals - Herenthout |

| - Herselt - Hoogstraten - Hulshout - Kasterlee - Laakdal - Lille - Meerhout - Merksplas - Mol |

| - Olen - Ravels - Réthy (Retie) - Rijkevorsel - Turnhout - Vieux-Turnhout (Oud-Turnhout) - Vorselaar - Vosselaar - Westerlo |

Sections
| - Arendonk - Baerle-Duc - Balen - Beerse - Bouwel - Dessel - Eindhout - Geel - Gierle - Grobbendonk - Herentals - Herenthout - Herselt - Hoogstraten - Houtvenne - Hulshout - Kasterlee - Lichtaart |

| - Lille - Meer - Meerhout - Meerle - Merksplas - Minderhout - Mol - Morkhoven - Noorderwijk - Oevel - Olen - Olmen - Poederlee - Poppel - Ramsel - Ravels - Réthy |

| - Rijkevorsel - Tielen - Tongerlo - Turnhout - Varendonk - Veerle - Vieux-Turnhout - Vlimmeren - Vorselaar - Vorst - Vosselaar - Wechelderzande - Weelde - Westerlo - Westmeerbeek - Wortel - Zoerle-Parwijs |

## Démographie
Source : Statbel